# Wahlkreis Wetterau I
Der Wahlkreis Wetterau I (Wahlkreis 25) ist einer von drei  Landtagswahlkreisen im hessischen Wetteraukreis. Der Wahlkreis umfasst die im Süden des Kreises gelegenen Städte und Gemeinden Bad Vilbel, Friedberg (Hessen), Karben, Niddatal, Rosbach vor der Höhe und Wöllstadt.
Von den rund 108.000 Einwohnern des Wahlkreises waren 78.581 Bürger bei der letzten Landtagswahl wahlberechtigt. Der Wahlkreis im „Speckgürtel“ von Frankfurt weist eine deutlich höhere Wirtschaftskraft auf als der Durchschnitt des Landes.
Geschaffen wurde der Wahlkreis Wetterau I am 1. Januar 1983, davor gehörten Bad Vilbel, Butzbach, Münzenberg, Ober-Mörlen und Rosbach v. d. Höhe zum Wahlkreis 23, Friedberg, Karben, Niddatal, Rockenberg und Wöllstadt dagegen zum Wahlkreis 24. Vor der Landtagswahl 2008 wurde die Anzahl der Wahlkreise im Wetteraukreis von zwei auf drei erhöht, dabei wurden Butzbach, Münzenberg, Ober-Mörlen und Rockenberg an den Wahlkreis Wetterau III abgegeben.

## Wahl 2023
| Landtagswahl in Hessen 2023 – WK Wetterau IZweitstimmen %403020100 37,1 %18,2 %15,4 %12,7 %5,5 %3,4 %2,4 %1,4 %1,2 %2,7 % CDUGrüneAfDSPDFDPFWLinkeTierschutzPARTEISonst.Gewinne und Verlusteim Vergleich zu 2018 %p 8 6 4 2 0 −2 −4 −6+7,9 %p−4,5 %p+4,0 %p−4,5 %p−2,1 %p+0,2 %p−2,8 %p+0,4 %p+0,5 %p+1,0 %pCDUGrüneAfDSPDFDPFWLinkeTierschutzPARTEISonst. |

| Gegenstand der Nachweisung | Gegenstand der Nachweisung | Erst- stimmen | Erst- stimmen | Zweit- stimmen | Zweit- stimmen |
| Bewerber                   | Partei                     | Anzahl        | %             | Anzahl         | %              |
| -------------------------- | -------------------------- | ------------- | ------------- | -------------- | -------------- |
| Wahlberechtigte            | Wahlberechtigte            | 81.420        | 81.420        | 81.420         | 81.420         |
| Wähler                     | Wähler                     | 54.826        | 54.826        | 54.826         | 67,3           |
| Ungültige Stimmen          | Ungültige Stimmen          | 1.133         | 2,1           | 933            | 1,7            |
| Gültige Stimmen            | Gültige Stimmen            | 53.693        | 97,9          | 53.893         | 98,3           |
| davon                      |                            |               |               |                |                |
| Tobias Utter               | CDU                        | 20.010        | 37,3          | 19.996         | 37,1           |
| Kathrin Anders             | GRÜNE                      | 10.209        | 19.0          | 9.816          | 18,2           |
| Matthias Körner            | SPD                        | 7.399         | 13,8          | 6.823          | 12,7           |
| Christian Rohde            | AfD                        | 7.877         | 14,7          | 8.308          | 15,4           |
| Jörg-Uwe Hahn              | FDP                        | 3.170         | 5,9           | 2.978          | 5,5            |
| Julian Eder                | Die Linke                  | 1.253         | 2,3           | 1.301          | 2,4            |
| Thorsten Schwellnus        | Freie Wähler               | 2.567         | 4,8           | 1.846          | 3,4            |
|                            | Tierschutzpartei           |               |               | 738            | 1,4            |
| Sascha Baade               | Die PARTEI                 | 1.086         | 2,0           | 638            | 1,2            |
|                            | Piraten                    |               |               | 176            | 0,3            |
|                            | ÖDP                        | 115           | 0,2           |                |                |
|                            | P. f. schulm. Verjf.       | 26            | 0,0           |                |                |
|                            | V-Partei³                  | 194           | 0,4           |                |                |
|                            | PdH                        | 72            | 0,1           |                |                |
|                            | ABG                        | 77            | 0,1           |                |                |
|                            | APPD                       | 21            | 0,0           |                |                |
|                            | Basis                      | 226           | 0,4           |                |                |
|                            | DKP                        | 18            | 0,0           |                |                |
|                            | DIE NEUE MITTE             | 24            | 0,0           |                |                |
|                            | Volt                       | 390           | 0,7           |                |                |
| Wolfgang Leiendecker       | Klimaliste                 | 122           | 0,2           | 110            | 0,2            |

## Wahl 2018
| Gegenstand der Nachweisung | Gegenstand der Nachweisung | Wahlkreis- stimmen | Wahlkreis- stimmen | Landes- stimmen | Landes- stimmen |
| Kreiswahlbewerber/in       | Partei                     | Anzahl             | %                  | Anzahl          | %               |
| -------------------------- | -------------------------- | ------------------ | ------------------ | --------------- | --------------- |
| Wahlberechtigte            | Wahlberechtigte            | 80.537             | 100,0              | 80.537          | 100,0           |
| Wähler                     | Wähler                     | 57.511             | 71,4               | 57.511          | 71,4            |
| Ungültige Stimmen          | Ungültige Stimmen          | 1.257              | 2,2                | 1.075           | 1,9             |
| Gültige Stimmen            | Gültige Stimmen            | 56.254             | 100,0              | 56.436          | 100,0           |
| davon                      |                            |                    |                    |                 |                 |
| Tobias Utter               | CDU                        | 17.076             | 30,4               | 16.481          | 29,2            |
| Mirjam Fuhrmann            | SPD                        | 11.455             | 20,4               | 9.702           | 17,2            |
| Clemens Breest             | GRÜNE                      | 11.851             | 21,1               | 12.838          | 22,7            |
| Anja El-Fechtali           | LINKE                      | 2.377              | 4,2                | 2.935           | 5,2             |
| Jörg-Uwe Hahn              | FDP                        | 4.475              | 8,0                | 4.279           | 7,6             |
| Michael Kuger              | AfD                        | 6.039              | 10,7               | 6.460           | 11,4            |
| –                          | PIRATEN                    | x                  | x                  | 165             | 0,3             |
| Raimo Biere                | FREIE WÄHLER               | 2.272              | 4,0                | 1.812           | 3,2             |
| –                          | NPD                        | x                  | x                  | 139             | 0,2             |
| Till Hüttinger             | Die PARTEI                 | 709                | 1,3                | 406             | 0,7             |
| –                          | ÖDP                        | x                  | x                  | 110             | 0,2             |
| –                          | Die Grauen                 | x                  | x                  | 89              | 0,2             |
| –                          | BüSo                       | x                  | x                  | 7               | 0,0             |
| –                          | AD-Demokraten              | x                  | x                  | 62              | 0,1             |
| –                          | Bündnis C                  | x                  | x                  | 46              | 0,1             |
| –                          | BGE                        | x                  | x                  | 43              | 0,1             |
| –                          | Die Violetten              | x                  | x                  | 34              | 0,1             |
| –                          | LKR                        | x                  | x                  | 23              | 0,0             |
| –                          | Menschliche Welt           | x                  | x                  | 31              | 0,1             |
| –                          | Die Humanisten             | x                  | x                  | 47              | 0,1             |
| –                          | Gesundheitsforschung       | x                  | x                  | 58              | 0,1             |
| –                          | Tierschutzpartei           | x                  | x                  | 573             | 1,0             |
| –                          | V-Partei³                  | x                  | x                  | 96              | 0,2             |

Neben dem direkt gewählten Wahlkreisabgeordneten Tobias Utter (CDU), der den Wahlkreis seit 2008 im Landtag vertritt, wurde der FDP-Kandidat Jörg-Uwe Hahn über die Landesliste seiner Partei in das Parlament gewählt.

## Wahl 2013
| Gegenstand der Nachweisung | Gegenstand der Nachweisung | Wahlkreis- stimmen | Wahlkreis- stimmen | Landes- stimmen | Landes- stimmen |
| Kreiswahlbewerber/in       | Partei                     | Anzahl             | %                  | Anzahl          | %               |
| -------------------------- | -------------------------- | ------------------ | ------------------ | --------------- | --------------- |
| Wahlberechtigte            | Wahlberechtigte            | 79.848             | 100,0              | 79.848          | 100,0           |
| Wähler                     | Wähler                     | 61.634             | 77,2               | 61.634          | 77,2            |
| Ungültige Stimmen          | Ungültige Stimmen          | 1.872              | 3                  | 1.416           | 2,3             |
| Gültige Stimmen            | Gültige Stimmen            | 59.762             | 100,0              | 60.218          | 100,0           |
| davon                      |                            |                    |                    |                 |                 |
| Tobias Utter               | CDU                        | 26.223             | 43,9               | 24.402          | 40,5            |
| Jochen Schmitt             | SPD                        | 18.614             | 31,1               | 16.454          | 27,3            |
| Jörg-Uwe Hahn              | FDP                        | 2.801              | 4,7                | 3.549           | 5,9             |
| Kathrin Anders             | GRÜNE                      | 6.180              | 10,3               | 7.109           | 11,8            |
| Rudi Kreich                | LINKE                      | 2.504              | 4,2                | 2.594           | 4,3             |
| Martin Gecks               | FREIE WÄHLER               | 2.123              | 3,6                | 1.036           | 1,7             |
| –                          | NPD                        | x                  | x                  | 685             | 1,1             |
| –                          | REP                        | x                  | x                  | 83              | 0,1             |
| Stephan Flindt             | PIRATEN                    | 1.317              | 2,2                | 1.062           | 1,8             |
| –                          | BüSo                       | x                  | x                  | 15              | 0,0             |
| –                          | ADd                        | x                  | x                  | 80              | 0,1             |
| –                          | Die Grauen                 | x                  | x                  | 69              | 0,1             |
| –                          | AfD                        | x                  | x                  | 2.610           | 4,3             |
| –                          | AVIP                       | x                  | x                  | 57              | 0,1             |
| –                          | LUPe                       | x                  | x                  | 20              | 0,0             |
| –                          | ÖDP                        | x                  | x                  | 71              | 0,1             |
| –                          | Die PARTEI                 | x                  | x                  | 292             | 0,5             |
| –                          | PSG                        | x                  | x                  | 30              | 0,0             |

Neben Tobias Utter als Gewinner des Direktmandats ist aus dem Wahlkreis noch Jörg-Uwe Hahn über die Landesliste in den Landtag eingezogen.

## Wahl 2009
| Gegenstand der Nachweisung | Gegenstand der Nachweisung | Wahlkreis- stimmen | Wahlkreis- stimmen | Landes- stimmen | Landes- stimmen |
| Bewerber                   | Partei                     | Anzahl             | %                  | Anzahl          | %               |
| -------------------------- | -------------------------- | ------------------ | ------------------ | --------------- | --------------- |
| Wahlberechtigte            | Wahlberechtigte            | 78.581             | 100,0              | 78.581          | 100,0           |
| Wähler                     | Wähler                     | 51.681             | 65,8               | 51.681          | 65,8            |
| Ungültige Stimmen          | Ungültige Stimmen          | 1.461              | 2,8                | 1.242           | 2,4             |
| Gültige Stimmen            | Gültige Stimmen            | 50.220             | 100,0              | 50.439          | 100,0           |
| davon                      |                            |                    |                    |                 |                 |
| Tobias Utter               | CDU                        | 21.254             | 42,3               | 19.993          | 39,6            |
| Udo Landgrebe              | SPD                        | 13.943             | 27,8               | 10.149          | 20,1            |
| Jörg-Uwe Hahn              | FDP                        | 8.038              | 16,0               | 9.061           | 18,0            |
| Hannelore Rabl             | GRÜNE                      | 4.553              | 9,1                | 7.130           | 14,1            |
| Heinrich Etling            | LINKE                      | 1.766              | 3,5                | 2.237           | 4,4             |
|                            | REP                        | –                  | –                  | 123             | 0,2             |
|                            | FREIE WÄHLER               | –                  | –                  | 913             | 1,8             |
| Stefan Jagsch              | NPD                        | 666                | 1,3                | 533             | 1,1             |
|                            | PIRATEN                    | –                  | –                  | 235             | 0,5             |
|                            | BüSo                       | –                  | –                  | 65              | 0,1             |

Neben Tobias Utter als Gewinner des Direktmandats ist aus dem Wahlkreis noch Jörg-Uwe Hahn über die Landesliste in den Landtag eingezogen.

## Wahl 2008
| Gegenstand der Nachweisung | Gegenstand der Nachweisung | Wahlkreis- stimmen | Wahlkreis- stimmen | Landes- stimmen | Landes- stimmen |
| Bewerber                   | Partei                     | Anzahl             | %                  | Anzahl          | %               |
| -------------------------- | -------------------------- | ------------------ | ------------------ | --------------- | --------------- |
| Wahlberechtigte            | Wahlberechtigte            | 78.272             | 100,0              | 78.272          | 100,0           |
| Wähler                     | Wähler                     | 54.062             | 69,1               | 54.062          | 69,1            |
| Ungültige Stimmen          | Ungültige Stimmen          | 2.081              | 3,8                | 1.853           | 3,4             |
| Gültige Stimmen            | Gültige Stimmen            | 51.981             | 100,0              | 52.209          | 100,0           |
| davon                      |                            |                    |                    |                 |                 |
| Tobias Utter               | CDU                        | 21.299             | 41,0               | 21.063          | 40,3            |
| Jürgen Walter              | SPD                        | 17.876             | 34,4               | 16.901          | 32,4            |
| Peter Scholz               | GRÜNE                      | 3.655              | 7,0                | 3.980           | 7,6             |
| Jörg-Uwe Hahn              | FDP                        | 4.813              | 9,3                | 5.624           | 10,8            |
| Walter Ullmann             | REP                        | 387                | 0,7                | 300             | 0,6             |
| Carola Grabosch            | Die Tierschutzpartei       | 596                | 1,1                | 344             | 0,7             |
|                            | BüSo                       | –                  | –                  | 33              | 0,1             |
|                            | PSG                        | –                  | –                  | 15              | 0,0             |
|                            | Volksabstimmung            | –                  | –                  | 42              | 0,1             |
|                            | GRAUE                      | –                  | –                  | 108             | 0,2             |
| Helge Welker               | LINKE                      | 1.742              | 3,4                | 2.305           | 4,4             |
|                            | Die Violetten              | –                  | –                  | 86              | 0,2             |
|                            | FAMILIE                    | –                  | –                  | 121             | 0,2             |
| Laura Macho                | FREIE WÄHLER               | 1.060              | 2,0                | 568             | 1,1             |
| Marcel Wöll                | NPD                        | 553                | 1,1                | 583             | 1,1             |
|                            | PIRATEN                    | –                  | –                  | 112             | 0,2             |
|                            | UB                         | –                  | –                  | 24              | 0,0             |

## Wahl 2003
| Gegenstand der Nachweisung | Gegenstand der Nachweisung | Wahlkreis- stimmen | Wahlkreis- stimmen | Landes- stimmen | Landes- stimmen |
| Bewerber                   | Partei                     | Anzahl             | %                  | Anzahl          | %               |
| -------------------------- | -------------------------- | ------------------ | ------------------ | --------------- | --------------- |
| Wahlberechtigte            | Wahlberechtigte            | 106.205            | 100,0              | 106.205         | 100,0           |
| Wähler                     | Wähler                     | 72.448             | 68,2               | 72.448          | 68,2            |
| Ungültige Stimmen          | Ungültige Stimmen          | 1.890              | 2,6                | 1.411           | 1,9             |
| Gültige Stimmen            | Gültige Stimmen            | 70.558             | 100,0              | 71.037          | 100,0           |
| davon                      |                            |                    |                    |                 |                 |
| Norbert Kartmann           | CDU                        | 39.295             | 55,7               | 37.005          | 52,1            |
| Jürgen Walter              | SPD                        | 21.312             | 30,2               | 18.677          | 26,3            |
| Helmut Betschl-Pflügel     | GRÜNE                      | 5.662              | 8,0                | 7.130           | 10,0            |
| Jörg-Uwe Hahn              | FDP                        | 4.289              | 6,1                | 5.917           | 8,3             |
|                            | REP                        | –                  | –                  | 652             | 0,9             |
|                            | Die Tierschutzpartei       | –                  | –                  | 556             | 0,8             |
|                            | DIE FRAUEN                 | –                  | –                  | 169             | 0,2             |
|                            | PBC                        | –                  | –                  | 155             | 0,2             |
|                            | DKP                        | –                  | –                  | 103             | 0,1             |
|                            | ödp                        | –                  | –                  | 77              | 0,1             |
|                            | BüSo                       | –                  | –                  | 31              | 0,0             |
|                            | FAG Hessen                 | –                  | –                  | 239             | 0,3             |
|                            | PSG                        | –                  | –                  | 28              | 0,0             |
|                            | Schill                     | –                  | –                  | 298             | 0,4             |

## Wahl 1999
| Gegenstand der Nachweisung | Gegenstand der Nachweisung | Wahlkreis- stimmen | Wahlkreis- stimmen | Landes- stimmen | Landes- stimmen |
| Bewerber                   | Partei                     | Anzahl             | %                  | Anzahl          | %               |
| -------------------------- | -------------------------- | ------------------ | ------------------ | --------------- | --------------- |
| Wahlberechtigte            | Wahlberechtigte            | 103.063            | 100,0              | 103.063         | 100,0           |
| Wähler                     | Wähler                     | 70.478             | 68,4               | 70.478          | 68,4            |
| Ungültige Stimmen          | Ungültige Stimmen          | 1.170              | 1,7                | 1.099           | 1,6             |
| Gültige Stimmen            | Gültige Stimmen            | 69.308             | 100,0              | 69.379          | 100,0           |
| davon                      |                            |                    |                    |                 |                 |
| Norbert Kartmann           | CDU                        | 33.710             | 48,6               | 32.586          | 47,0            |
| Erika Fellner              | SPD                        | 26.935             | 38,9               | 25.414          | 36,6            |
| Helmut Betschel-Pflügel    | GRÜNE                      | 3.447              | 5,0                | 4.764           | 6,9             |
| Jörg-Uwe Hahn              | F.D.P.                     | 2.762              | 4,0                | 3.764           | 5,4             |
| Dietrich Winkelmann        | REP                        | 1.335              | 1,9                | 1.243           | 1,8             |
| Lore Dommasch              | Die Tierschutzpartei       | 654                | 0,9                | 459             | 0,7             |
|                            | DIE FRAUEN                 | –                  | –                  | 132             | 0,2             |
|                            | PASS                       | –                  | –                  | 55              | 0,1             |
|                            | DKP                        | –                  | –                  | 61              | 0,1             |
|                            | BüSo                       | –                  | –                  | 9               | 0,0             |
|                            | FWG                        | –                  | –                  | 166             | 0,2             |
|                            | PBC                        | –                  | –                  | 83              | 0,1             |
|                            | DHP                        | –                  | –                  | 20              | 0,0             |
|                            | NATURGESETZ                | –                  | –                  | 44              | 0,1             |
|                            | ödp                        | –                  | –                  | 39              | 0,1             |
| Manuel Hachenburger        | NPD                        | 283                | 0,4                | 369             | 0,5             |
| Klaus Götte                | BFB-Die Offensive          | 182                | 0,3                | 171             | 0,2             |

## Wahl 1995
| Gegenstand der Nachweisung | Gegenstand der Nachweisung | Wahlkreis- stimmen | Wahlkreis- stimmen | Landes- stimmen | Landes- stimmen |
| Bewerber                   | Partei                     | Anzahl             | %                  | Anzahl          | %               |
| -------------------------- | -------------------------- | ------------------ | ------------------ | --------------- | --------------- |
| Wahlberechtigte            | Wahlberechtigte            | 100.596            | 100,0              | 100.596         | 100,0           |
| Wähler                     | Wähler                     | 69.096             | 68,7               | 69.096          | 68,7            |
| Ungültige Stimmen          | Ungültige Stimmen          | 1.425              | 2,1                | 1.736           | 2,5             |
| Gültige Stimmen            | Gültige Stimmen            | 67.671             | 100,0              | 67.360          | 100,0           |
| davon                      |                            |                    |                    |                 |                 |
| Erika Fellner              | SPD                        | 25.453             | 37,6               | 23.516          | 34,9            |
| Norbert Kartmann           | CDU                        | 30.425             | 45,0               | 28.316          | 42,0            |
| Thekla Kolbeck             | GRÜNE                      | 6.564              | 9,7                | 7.731           | 11,5            |
| Jörg-Uwe Hahn              | F.D.P.                     | 3.281              | 4,8                | 5.149           | 7,6             |
|                            | ÖDP                        | –                  | –                  | 115             | 0,2             |
|                            | GRAUE                      | –                  | –                  | 186             | 0,3             |
| Walter Ullmann             | REP                        | 1.303              | 1,9                | 1.178           | 1,7             |
|                            | Solidarität                | –                  | –                  | 10              | 0,0             |
|                            | APD                        | –                  | –                  | 224             | 0,3             |
|                            | DKP                        | –                  | –                  | 56              | 0,1             |
| Marco Reeb                 | NPD                        | 383                | 0,6                | 312             | 0,5             |
|                            | DHP                        | –                  | –                  | 11              | 0,0             |
|                            | f.NEP                      | –                  | –                  | 47              | 0,1             |
|                            | NATURGESETZ                | –                  | –                  | 89              | 0,1             |
|                            | BFB                        | –                  | –                  | 108             | 0,2             |
| Christel Miano             | PBC                        | 262                | 0,4                | 168             | 0,2             |
|                            | STATT Partei               | –                  | –                  | 144             | 0,2             |

## Wahl 1991
| Gegenstand der Nachweisung | Gegenstand der Nachweisung | Wahlkreis- stimmen | Wahlkreis- stimmen | Landes- stimmen | Landes- stimmen |
| Bewerber                   | Partei                     | Anzahl             | %                  | Anzahl          | %               |
| -------------------------- | -------------------------- | ------------------ | ------------------ | --------------- | --------------- |
| Wahlberechtigte            | Wahlberechtigte            | 99.204             | 100,0              | 99.204          | 100,0           |
| Wähler                     | Wähler                     | 70.919             | 71,5               | 70.919          | 71,5            |
| Ungültige Stimmen          | Ungültige Stimmen          | 1.506              | 2,1                | 1.360           | 1,9             |
| Gültige Stimmen            | Gültige Stimmen            | 69.413             | 100,0              | 69.559          | 100,0           |
| davon                      |                            |                    |                    |                 |                 |
| Norbert Kartmann           | CDU                        | 30.526             | 44,0               | 30.157          | 43,4            |
| Bardo Bayer                | SPD                        | 27.844             | 40,1               | 26.315          | 37,8            |
| Rudolf Schwedes            | GRÜNE                      | 4.546              | 6,5                | 5.685           | 8,2             |
| Jörg-Uwe Hahn              | F.D.P.                     | 5.232              | 7,5                | 5.456           | 7,8             |
| Dietrich Winkelmann        | REP                        | 1.265              | 1,8                | 1.232           | 1,8             |
|                            | DIE GRAUEN                 | –                  | –                  | 359             | 0,5             |
|                            | ÖDP                        | –                  | –                  | 216             | 0,3             |
|                            | PBC                        | –                  | –                  | 139             | 0,2             |

## Wahl 1987
|                    | Partei            | Anzahl | %     |
| ------------------ | ----------------- | ------ | ----- |
| Wahlberechtigte    | Wahlberechtigte   | 96.446 | 100,0 |
| Wähler             | Wähler            | 78.520 | 81,4  |
| Ungültige Stimmen  | Ungültige Stimmen | 699    | 0,9   |
| Gültige Stimmen    | Gültige Stimmen   | 77.821 | 100,0 |
| davon              |                   |        |       |
| Willi Görlach      | SPD               | 29.145 | 37,5  |
| Norbert Kartmann   | CDU               | 35.210 | 45,2  |
| Jörg-Uwe Hahn      | F.D.P.            | 6.385  | 8,2   |
| Klaus Kissel       | GRÜNE             | 6.650  | 8,5   |
| Gabriele Faulhaber | DKP               | 185    | 0,2   |
| Günter Emmerich    | ÖDP               | 246    | 0,3   |

## Wahl 1983
|                    | Partei            | Anzahl | %     |
| ------------------ | ----------------- | ------ | ----- |
| Wahlberechtigte    | Wahlberechtigte   | 93.419 | 100,0 |
| Wähler             | Wähler            | 79.251 | 84,8  |
| Ungültige Stimmen  | Ungültige Stimmen | 647    | 0,8   |
| Gültige Stimmen    | Gültige Stimmen   | 78.604 | 100,0 |
| davon              |                   |        |       |
| Norbert Kartmann   | CDU               | 32.102 | 40,8  |
| Willi Görlach      | SPD               | 35.397 | 45,0  |
| Wolfgang Vier      | GRÜNE             | 4.422  | 5,6   |
| Jörg-Uwe Hahn      | F.D.P.            | 6.170  | 7,8   |
| Gabriele Faulhaber | DKP               | 148    | 0,2   |
| Andreas Kaup       | LD                | 365    | 0,5   |

## Bisherige Wahlkreissieger
Direkt gewählte Abgeordnete des Wahlkreises Wetterau I (bis 1982, Wetteraukreis-Mitte) waren:
| Jahr | Gebiet | Direktkandidat   | Partei | Stimmen in % |
| ---- | --- | ---------------- | ------ | ------------ |
| 2023 | Bad Vilbel, Friedberg, Karben, Niddatal, Rosbach v.d. Höhe und Wöllstadt                                                | Tobias Utter     | CDU    | 37,3         |
| 2018 | Bad Vilbel, Friedberg, Karben, Niddatal, Rosbach v.d. Höhe und Wöllstadt                                                | Tobias Utter     | CDU    | 30,4         |
| 2013 | Bad Vilbel, Friedberg, Karben, Niddatal, Rosbach v.d. Höhe und Wöllstadt                                                | Tobias Utter     | CDU    | 43,9         |
| 2009 | Bad Vilbel, Friedberg, Karben, Niddatal, Rosbach v.d. Höhe und Wöllstadt                                                | Tobias Utter     | CDU    | 42,3         |
| 2008 | Bad Vilbel, Friedberg, Karben, Niddatal, Rosbach v.d. Höhe und Wöllstadt                                                | Tobias Utter     | CDU    | 41,0         |
| 2003 | Bad Vilbel, Butzbach, Friedberg, Karben, Münzenberg, Niddatal, Ober-Mörlen, Rockenberg, Rosbach v.d. Höhe und Wöllstadt | Norbert Kartmann | CDU    | 55,7         |
| 1999 | Bad Vilbel, Butzbach, Friedberg, Karben, Münzenberg, Niddatal, Ober-Mörlen, Rockenberg, Rosbach v.d. Höhe und Wöllstadt | Norbert Kartmann | CDU    | 48,6         |
| 1995 | Bad Vilbel, Butzbach, Friedberg, Karben, Münzenberg, Niddatal, Ober-Mörlen, Rockenberg, Rosbach v.d. Höhe und Wöllstadt | Norbert Kartmann | CDU    | 45,0         |
| 1991 | Bad Vilbel, Butzbach, Friedberg, Karben, Münzenberg, Niddatal, Ober-Mörlen, Rockenberg, Rosbach v.d. Höhe und Wöllstadt | Norbert Kartmann | CDU    | 44,0         |
| 1987 | Bad Vilbel, Butzbach, Friedberg, Karben, Münzenberg, Niddatal, Ober-Mörlen, Rockenberg, Rosbach v.d. Höhe und Wöllstadt | Norbert Kartmann | CDU    | 45,2         |
| 1983 | Bad Vilbel, Butzbach, Friedberg, Karben, Münzenberg, Niddatal, Ober-Mörlen, Rockenberg, Rosbach v.d. Höhe und Wöllstadt | Willi Görlach    | SPD    | 45,0         |
| 1982 | | Norbert Kartmann | CDU    | 47,3         |